# Pseudoutanacris chromobapta
Pseudoutanacris chromobapta är en insektsart som beskrevs av Nicholas David Jago 1971. Pseudoutanacris chromobapta ingår i släktet Pseudoutanacris och familjen gräshoppor. Inga underarter finns listade i Catalogue of Life.